# Аргентина на Светском првенству у атлетици на отвореном 2013.
Аргентина је учествовала на Светском првенству у атлетици на отвореном 2013. одржаном у Москви од 10. до 18. августa четрнаести пут, односно учествовала је на свим првенствима до данас. Репрезентацију Аргентине представљало је 8 такмичара (3 мушкараца и 5 жена) који су се такмичили у шест дисциплина.,
На овом првенству Аргентина није освојила ниједну медаљу. Није било нових националних и личних рекорда. Оборено је пет рекорда сезоне.
На табели успешности 1према броју и пласману такмичара који су учествовали у финалним такмичењима (првих 8 такмичара), делила је 53 место са два бода. По овом основу бодове су добили представници 60 земаља, од 202 земље учеснице.
| Плас. | Земља     | 1. место | 2. место | 3. место | 4. место | 5. место | 6. место | 7. место | 8. место | Бр. финал. | Бод. |
| ----- | --------- | -------- | -------- | -------- | -------- | -------- | -------- | -------- | -------- | ---------- | ---- |
| =53.  | Аргентина | 0        | 0        | 0        | 0        | 0        | 0        | 1        | 0        | 1          | 2    |

## Учесници
| Мушкарци: - Хуан Мануел Кано — 20 км ходање - Херман Лауро — Бацање кугле - Роман Гасталди — Десетобој | Жене: - Росио Комба — Бацање диска - Џенифер Далгрен — Бацање кладива - Карина Кордоба — Маратон - Карина Неипан — Маратон - Марија Пералта — Маратон |  |

## Резултати

### Мушкарци
| Атлетичар        | Дисциплина   | Лични рекорд | Квалификација | Квалификација | Финале      | Финале       | Детаљи |
| Атлетичар        | Дисциплина   | Лични рекорд | Резултат      | Место         | Резултат    | Место        | Детаљи |
| ---------------- | ------------ | ------------ | ------------- | ------------- | ----------- | ------------ | ------ |
| Херман Лауро     | бацање кугле | 21,26 НР     | 20,09         | 6 у гр. 1     | 20,40       | 7 / 27 (29)  |        |
| Хуан Мануел Кано | 20 км ходање | 1:22:10 НР   |               |               | 1:30:45 ЛРС | 46 / 53 (64) |        |

#### Десетобој
| Дисциплина    | Роман Гасталди | Роман Гасталди | Роман Гасталди | Роман Гасталди | Роман Гасталди | Роман Гасталди |
| Дисциплина    | Лич. рек.      | Резултат       | Бод.           | Плас.          | Укупно         | Плас.          |
| ------------- | -------------- | -------------- | -------------- | -------------- | -------------- | -------------- |
| 100 м         | 10,65          | 11,20 ЛРС      | 817            | 25             |                |                |
| Скок удаљ     | 7.37           | '6,89          | 788            | 28             | 1.605          | 28             |
| Бацање кугле  | 14,91          | 13,96 ЛРС      | 726            | 19             | 2.331          | 28             |
| Скок увис     | 1,99           | 1,87           | 687            | 29             | 3.018          | 26             |
| 400 м         | 49,54          | ДИСК.          | ДИСК.          | ДИСК.          | 3.018          | 29             |
| 110 м препоне | 14,71          | НС             |                |                |                |                |
| Бацање диска  | 43,08          | НС             |                |                |                |                |
| Скок мотком   | 4,20           | НС             |                |                |                |                |
| Бацање копља  | 59,10          | НС             |                |                |                |                |
| 1.500 м       | 4:42,95        | НС             |                |                | НЗ             | БП             |
| Десетобој     | 7.826          |                |                |                |                |                |

### Жене
| Атлетичарка     | Дисциплина     | Лични рекорд | Квалификације      | Квалификације      | Финале                | Финале       | Детаљи |
| Атлетичарка     | Дисциплина     | Лични рекорд | Резултат           | Место              | Резултат              | Место        | Детаљи |
| --------------- | -------------- | ------------ | ------------------ | ------------------ | --------------------- | ------------ | ------ |
| Росио Комба     | Бацање диска   | 62,77 НР     | 61,54              | 6 гр. Б кв         | 59,83                 | 12 / 24 (26) |        |
| Џенифер Далгрен | Бацање кладива | 73,74 НР     | 68,90              | 8 гр. А            | Није се квалификовала | 17 / 26 (27) |        |
| Карина Кордоба  | Маратон        | 2:38:30      |                    |                    | 2:51:07 ЛРС           | 36 / 46 (72) |        |
| Карина Неипан   | Маратон        | 2:42:05      | 2:56:02 ЛРС        | 41 / 46 (72)       |                       |              |        |
| Марија Пералта  | Маратон        | 2:37:57      | Није завршила трку | Није завршила трку |                       |              |        |